# SsangYong SUT-1
SsangYong SUT1 (рус. СанЙонг СУТ1, Sport Utility Truck) — концепт пикапа южнокорейской компании SsangYong Motor Co. Начало выпуска запланировано на конец 2011 года.
Построен на платформе Actyon Sports, но отличается от него интерьером и экстерьером.
Установлен 4-цилиндровый дизельный двигатель с объёмом 1998 см³, с более продуктивной, чем у предшественника, турбиной Garret с изменяемой геометрией лопаток, новой программой управления впрыском и сниженным уровнем компрессии.
На данный автомобиль планируется устанавливать новую шестиступенчатую механическую коробку передач.
Привод — задний или полный, Part Time, с подключаемым передним мостом.
Передняя подвеска — МакФерсон, задняя — неразрезной мост на 5 рычагах с клапаном компенсации загрузки кузова.